# Ambrowiec wschodni
Ambrowiec wschodni (Liquidambar orientalis Mill.) – gatunek drzewa. Na stanowiskach naturalnych rośnie tylko w Turcji, jest uprawiany na Cyprze.

## Zastosowanie
- Żywica ambrowca wschodniego wydziela przyjemny zapach. Używana jest do produkcji perfum, i to od bardzo dawna. Znaleziono ją w grobowcach mumii egipskich XVIII Dynastii z okresu 1550-1292 r. p.n.e. W Turcji w 1958 r. wyprodukowano jej 24 tony, a w 1960 r. 62 tony. Otrzymuje się ją z drzewa w ten sposób, że wiosną obtłukuje się jego korę, a jesienią nacina i zbiera wyciekającą z niej żywicę. Jest oczyszczana przez gotowanie w wodzie[6].
- Jest jednym ze składników kadzidła używanego w liturgii. W Księdze Wyjścia jest werset: „Weź sobie wonności: żywicę pachnąca, muszelki i galbanum pachnące i czyste kadzidło, niech będą w równej ilości”.  Badacze roślin biblijnych są zgodni, że ambrowiec wschodni jest jednym z kilku gatunków, od których ta żywica mogła pochodzić, w grę wchodzą jeszcze gatunki z rodzaju balsamowiec oraz Styrax. Obecnie w kościołach greckich zamiast czystej żywicy do kadzidła wykorzystuje się odpadki drewna, z którego  pozyskano żywicę[6].

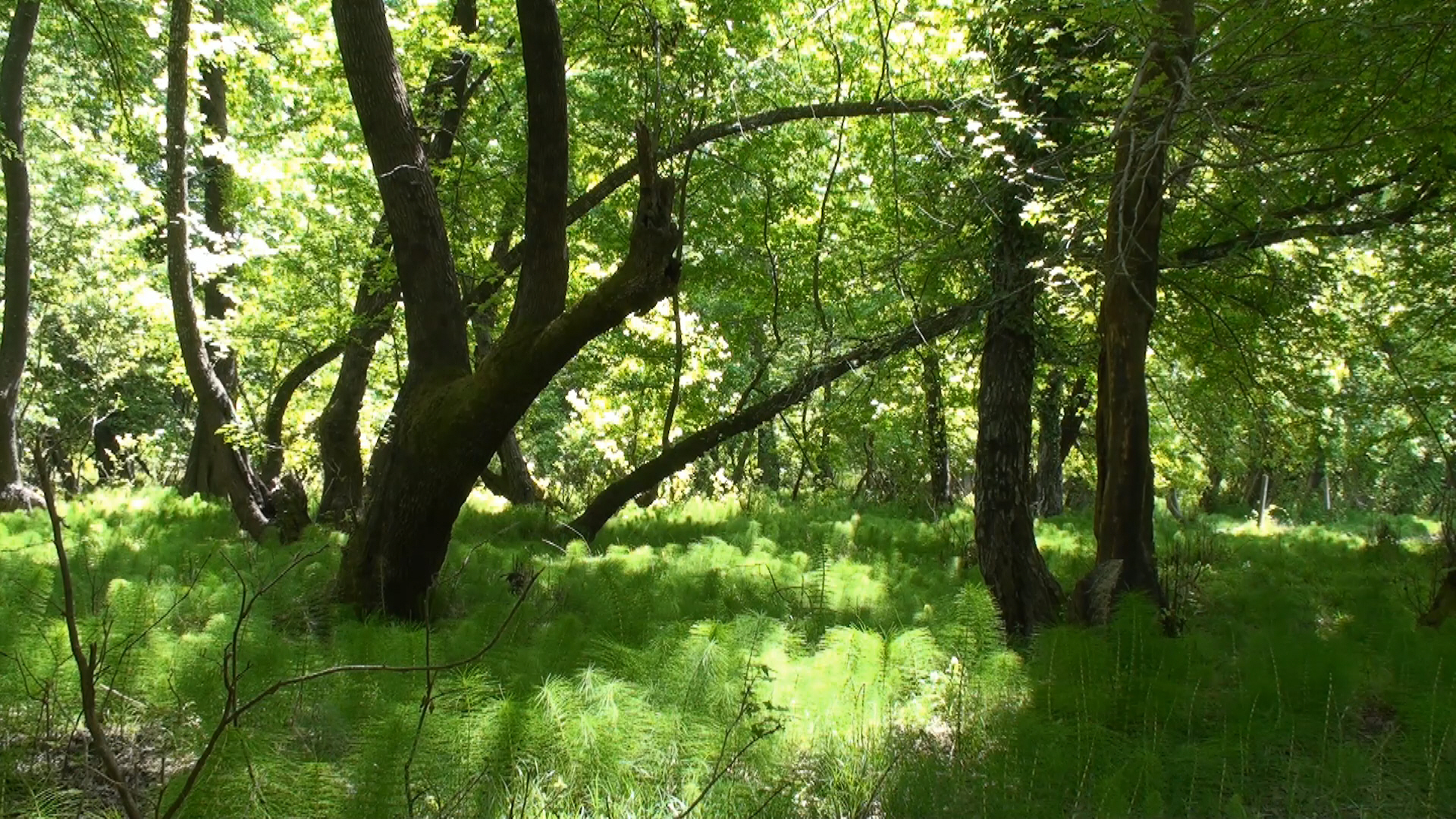
Ambrowiec wschodni w swoim naturalnym środowisku